# Chondrometopum arcuatum
Chondrometopum arcuatum är en tvåvingeart som beskrevs av Friedrich Georg Hendel 1909. Chondrometopum arcuatum ingår i släktet Chondrometopum och familjen fläckflugor. Inga underarter finns listade i Catalogue of Life.